# الكسندر وادزورث
الكسندر وادزورث (بالإنجليزية: Alexander Wadsworth)‏ هو مهندس معماري ومهندس المناظر الطبيعية أمريكي، ولد في 1806، وتوفي في 1898.